# A Velhinha de Taubaté
A Velhinha de Taubaté é um personagem de humor brasileiro criado pelo escritor e cronista Luis Fernando Verissimo, durante o governo do general João Baptista Figueiredo (1979-1985). 
Famosa por ser "a última pessoa no Brasil que ainda acreditava no governo", como definido pelo próprio autor, Verissimo contava que, na Câmara dos Deputados e no Senado Federal, sempre se pensava antecipadamente em como a velhinha iria responder.
Uma possibilidade para a cidade da personagem ser a de Taubaté é para formar a sigla VT (TV ao contrário).
Em 25 de agosto de 2005, em tempos de crise do "mensalão", a velhinha teve o seu falecimento anunciado pelo seu criador, na crônica intitulada Velhinha de Taubaté (1915-2005). Ela teria morrido em frente à TV, decepcionada com o quadro político brasileiro, em especial com o seu ídolo, Antonio Palocci: Ela morreu na frente da televisão, talvez com o choque de alguma notícia. Mas a polícia mandou os restos do chá que a Velhinha estava tomando com bolinhos de polvilho para exame de laboratório. Pode ter sido suicídio.